# Burnt River (Cameron Lake)
Der Burnt River ist ein Fluss in der kanadischen Provinz Ontario.

## Flusslauf
Er hat seinen Ursprung im Miskwabi Lake in der Township Highlands East im Haliburton County. Von dort fließt er in südlicher Richtung zur Kawartha-Lakes-Region. Schließlich mündet er in den Rosedale River oberhalb dessen Mündung in den Cameron Lake in der City of Kawartha Lakes. Er ist somit ein wichtiger Wasserlieferant für den Trent-Severn-Wasserweg, der durch die Kawartha Lakes verläuft.
Der Ort Burnt River liegt nahe der Mündung des Burnt River.
Der Burnt River wurde früher zum Flößen der im Einzugsgebiet gefällten Baumstämme zu den abstrom gelegenen Sägemühlen genutzt.
Später wurde die Victoria Railway entlang dem Flusslauf errichtet.
Die Trasse dieser ehemaligen Eisenbahnlinie wird heute als Wanderweg verwendet.
Seinen Namen („Burnt“ ist das englische Wort für „verbrannt“) verdankt der Fluss einem Waldbrand in der Region, der dem Burnt River eine ungewöhnliche Farbe verlieh.

## Fauna
Zu den drei wichtigsten Speisefischen im Fluss zählen Glasaugenbarsch, Muskellunge und Schwarzbarsch.
Die Fische erreichen nicht die Größe, wie deren Artgenossen in den nahe gelegenen Seen.
Sie können jedoch gemäß lokaler Gesetze legal gefangen werden.
Der Schwarzbarsch lässt sich auch mittels Fliegenfischen fangen.

## Zuflüsse
- Drag River (rechts)
- Irondale River (links)